# Jacob Näf

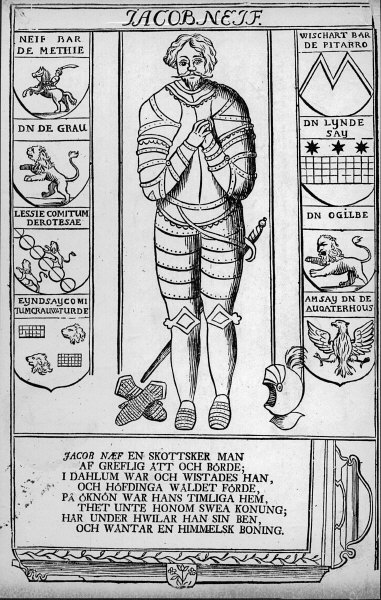
Jakob Näfs gravsten från Stora Tuna kyrka i Dalarna, efter ett gammalt träsnitt.

Jacob Näf, även Jakob Nääf samt Jacob Neaf, död  1598, var en legosoldat och ståthållare över Västmanland, Dalarna och Bergslagen åt Johan III och sedan Sigismund.
Näf, som var av skotskt ursprung, blev i egenskap av ståthållare ihjälslagen av ilskna dalkarlar när han sökte kungöra kung Sigismunds bud vid en samling i Stora Tuna socken, Dalarna, i samband med Avsättningskriget mot Sigismund. Händelsen har blivit ihågkommen som Näftåget.

## Biografi
Jacob Näf var skotte och omnämns första gången 1571, då som page åt Johan III. År 1573 tjänstgjorde Näf under Andreas Keiths (Lord Dingwall, Baron av Forsholm och Finsta) kommando. Näf gifte sig med Karin Hampe någon gång före 1576 och gifte sig därmed till ett av hemmanen i Älvsjö by. År 1579 var Näf kavallerikapten för att år 1583 utnämnas till ståthållare över Västmanland, Dalarna och Bergslagen. 
Genom donation av Johan III blev Näf år 1584 ägare till samtliga hemman i Älvsjö. Han erhöll också Marby på Oknön i Mälaren och bosatte sig där, men förblev dock skriven till Marby och Älvsjö. Dottern Maria Näf gifte sig 1606 med riksrådet Johan Skytte. Sonen Johan Näf blev mördad i Stockholm år 1607 när han återvände från Polen efter att ha vistats hos kung Sigismund.
I samband med striderna mellan hertig Karl och konung Sigismund under avsättningskriget mot Sigismund fick Näf 1598 uppdraget att resa till Dalarna för att meddela att hertigen blivit landsförvisad samt att dennes anhängare blivit fridlösa. Vid en samling i Stora Tuna blev allmogen så förbittrad att de klöv hans huvud varefter liket slängdes i en brunn för att först senare begravas på Stora Tuna kyrkogård.
Jacob Näf ligger begravd i Stora Tuna kyrka. Johan Skytte lät år 1634 uppföra en gravsten föreställande Näf i full riddarrustning.

## Barn
Jacob Näf gifte sig 1604 med Karin Hampe dotter till Jakob Hampe till Marby på Oknön. De fick fyra barn:
1. Maria Näf, gift den 5 januari 1605 med riksrådet Johan Skytte, död 1649 och begravd i Uppsala domkyrka.
2. Johan Näf, död den 27 augusti 1607 i Stockholm och begravd i Arnö kyrka.
3. Vendela Näf, gift med översten Arendt Bengtsson (Schack av Skylvalla).
4. Karin Näf, gift före 1609 med Nils Pedersson Humbla, död efter 1642.